# Tét

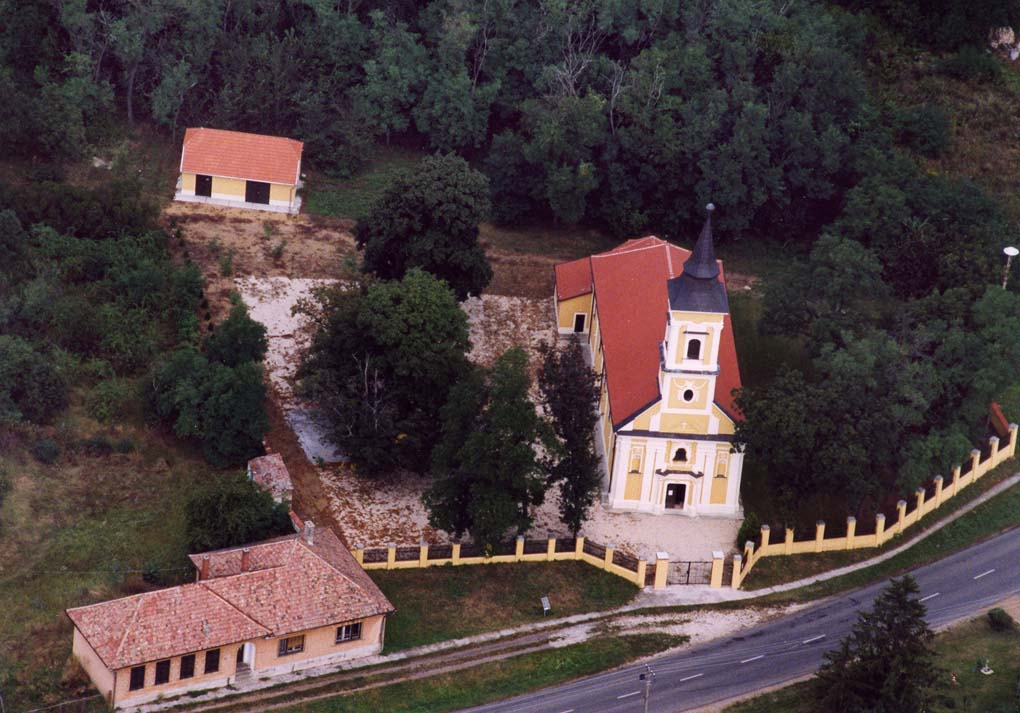
Tétszentkút

Tét je město v Maďarsku v župě Győr-Moson-Sopron. Je správním střediskem stejnojmenného okresu Tét. Ve městě žije přibližně 4 200 obyvatel. Nachází se asi 18 km jihozápadně od Győru a 23 km severovýchodně od Pápy.
Kromě hlavní části připadá k Tétu ještě částečně samosprávná část Tétszentkút, připadají k němu ale i mnohem menší části, do kterých patří Badicztag, Barczatag, Béketelep, Etiltanya, Gátörház, Lesvárpuszta, Opicztag, Pókvárpuszta, Szentimrepuszta, Ürgehegy a Vecseytag.
Městem prochází silnice 83, 8306, 8307, 8417 a 8419. Město je silničně spojeno s obcemi Csikvánd, Felpéc, Gyarmat, Gyömöre, Győrszemere, Koroncó, Mórichida a Rábaszentmihály. Městem protékají potoky Téti-árok a Csángota-ér, které se vlévají do řeky Marcal.
Ve městě se nachází zámek Pokvár kastély.